# Ікона Матері Божої Клеванської
Ікона Матері Божої Клеванської (Ікона Матері Божої Допомоги Вірних) — чудотворна ікона (пол. Obraz Matki Boskiej Wspomożenia Wiernych), яка нині перебуває у костелі Св. Миколая у місті Сквежина, що в Любуському воєводстві Польщі. До 1945 року ікона перебувала у Благовіщенському костелі смт. Клевань. 6 червня 1945 року ікона була привезена вихідцями із смт. Клевань на повернені території Західної Польщі.

## Історія

### Клеванська історія
У першій половині XVII століття родина князів Чорторийських запросила італійських зодчих побудувати у своєму родинному містечку Клевань костел. Очевидно, у цей же час було замовлено і вівтарну ікону. За непідтвердженими даними автором міг бути майстер Болонської школи Карло Дольчі, який на той час вже прославився в Україні, написавши декілька відомих ікон для українських храмів.
Ікона являє собою мистецький шедевр і вже цим справляє велике враження. Окрім цього, жителям містечка Клевань та навколишніх сіл довелося пережити безліч милостей і зміцніти у вірі через заступництво образа Ікони Матері Божої Клеванської. Чудеса на той час були засвідчені апостольським нотаріусом Баптиста де Рубіесом.
Під час Другої світової війни, нажахані бомбардуваннями містечка 2 та 3 липня, жорстокими розправами окупантів над польськими самооборонцями і над членами єврейської громади, віруючі приходили до костелу і проводили ніч у молитвах до Богородиці про порятунок.
Можна пояснювати збігом обставин, віруючі ж вірять у заступництво Богородиці у тому, що, полум'я Волинської трагедії 1943 року практично обійшло Клевань і масових погромів з обох сторін, як це відбувалося на Поліссі, у Клевані і навколишніх селах не було.
У травні 1945 року розпочалося переселення поляків до Польщі на повернені території Західної Польщі. Вихідці з Клеваня з огляду на ставлення радянської влади до релігії та до релігійних цінностей, забрали найдорожчі реліквії з костелу і вивезли разом із ними і ікону. Із Клеваня 17 травня відбули близько 800 осіб і вже 6 червня ікону було доставлено до Сквежини.
У 1947 усіх клеванських поляків, які до цього ще залишалися у Клевані, було відправлено до Польщі. У костелі намагалися зробити складські приміщення, навчальні класи, інші підсобні приміщення. З 1947 р. і до 1991 р. костел стояв пусткою із наглухо забитими вікнами та дверми. Попри це, та заборони батьків, клеванська дітвора, уяву якої підігрівали часті випадки знаходження скарбів в Клевані і його околицях, проникала до костелу в пошуках входу до легендарного підземного ходу. У 1991 р. розпочалась реставрація костелу і після того, як у ньому стало безпечно перебувати, розпочалося його відродження як культової споруди. У вівтарі костелу наразі помістили копію ікони Божої Матері Клеванської.

### Сквежинська історія
По прибуттю до Сквежини ікону передали пробсту костелу Св. Миколи. Побоюючись реакції представників польської радянської влади, ікона зберігалася у будинку парафіяльного священика. У 1950 році ікону було поміщено у каплицю під хорами, але перед владою приховували істину цінність і значення ікони.
Офіційне поміщення ікони у вівтар костелу відбулося у 1968 році. Інтронізація ікони та присвячене цій події урочисте богослужіння відбулося 23 травня 1992 року.